# Amber Liu
Amber Josephine Liu, hay Lưu Dật Vân (giản thể: 刘逸云; phồn thể: 劉逸雲; bính âm: Liúyìyún), sinh ngày 18 tháng 9 năm 1992), thường được biết đến với nghệ danh Amber, là một nữ ca sĩ và rapper người Mỹ gốc Đài Loan hiện đang hoạt động tại Trung Quốc. Là cựu thành viên của nhóm nhạc nữ Hàn Quốc f(x), Amber ra mắt với tư cách là một ca sĩ solo vào tháng 2 năm 2015 thông qua việc phát hành mini-album Beautiful.

## Tiểu sử
Amber sinh ngày 18 tháng 9 năm 1992 tại Los Angeles, California. Bố mẹ của cô là người gốc Đài Loan và bố của cô có tổ tiên là người Triều Châu. Amber có một người chị tên là Jackie. Cô theo học tại trường Trung học El Camino Real tại Los Angeles, California trước khi chuyển đến Hàn Quốc với vai trò là thực tập sinh của công ty giải trí SM Entertainment.

## Sự nghiệp

### Thành viên f(x)
Amber đã tham gia buổi thử giọng do công ty giải trí SM tổ chức tại Los Angeles vào năm 2008 và được tuyển chọn để trở thành thực tập sinh của công ty giải trí lớn mạnh này. Sau một năm rưỡi tham gia luyện tập và đào tạo, cô đã được ra mắt khán giả với vai trò là một trong năm thành viên chính thức của f(x) vào tháng 9 năm 2009. Ngày 1 tháng 9 năm 2009, single đầu tiên của f(x) "La Cha Ta". được phát hành. Bài hát đã được nhóm trình diễn lần đầu vào ngày 2 tháng 9 tại buổi giới thiệu sản phẩm của chính họ được tổ chức tại Trung tâm Thời trang Samseong-dong.
Vài tháng sau đó, f(x) tiếp tục cho ra mắt single album đầu tiên với tên gọi "Chu~♡" gồm 3 bài hát. Ngày 4 tháng 5 năm 2010, ban nhạc phát hành mini album "Nu ABO".
Trong album thứ hai của f(x), Pink Tape, bài hát "Goodbye Summer" được đồng sáng tác bởi Amber và nhạc sĩ Gen Neo của NoizeBank. Sản phẩm âm nhạc được Amber hợp sáng tác gần đây nhất bởi Amber là ca khúc "Summer Lover" có trong album mới của f(x) - Red Light. Amber cũng đã hợp tác với các thành viên trong nhóm là Luna và Krystal cho OST của phim Master of Study trong bài hát "Spread its Wings".

### Hoạt động solo
Ngày 19 và 20 tháng 9 năm 2009, tại Hàn Quốc đã diễn ra buổi ca nhạc mang tên "Into the new world" của nhóm nhạc đình đám cùng công ty Girl's Generation, một trong những thành viên của nhóm nhạc là Yuri, đã cover lại ca khúc "1, 2 step" của Ciara và Amber đã tham gia trình diễn chung với vai trò là 1 rapper kiêm vũ công. Bài hát sau đó đã được đưa vào live album đầu tiên của Girl's Generation. Trong tháng 6 năm 2010, Amber đã góp giọng trong bài hát của ca sĩ người Đài Loan là album phòng thu thứ 3 The First Second của Danson Tang. Amber thực hiện phần rap bằng tiếng Anh và Hàn trong bài hát và cô cũng xuất hiện trong MV của bài hát. Vào năm 2013, Amber đã góp giọng trong phiên bản tiếng Hàn của bài hát chủ đề trong album đầu tay của Henry, album là "1-4-3 (I Love You)".

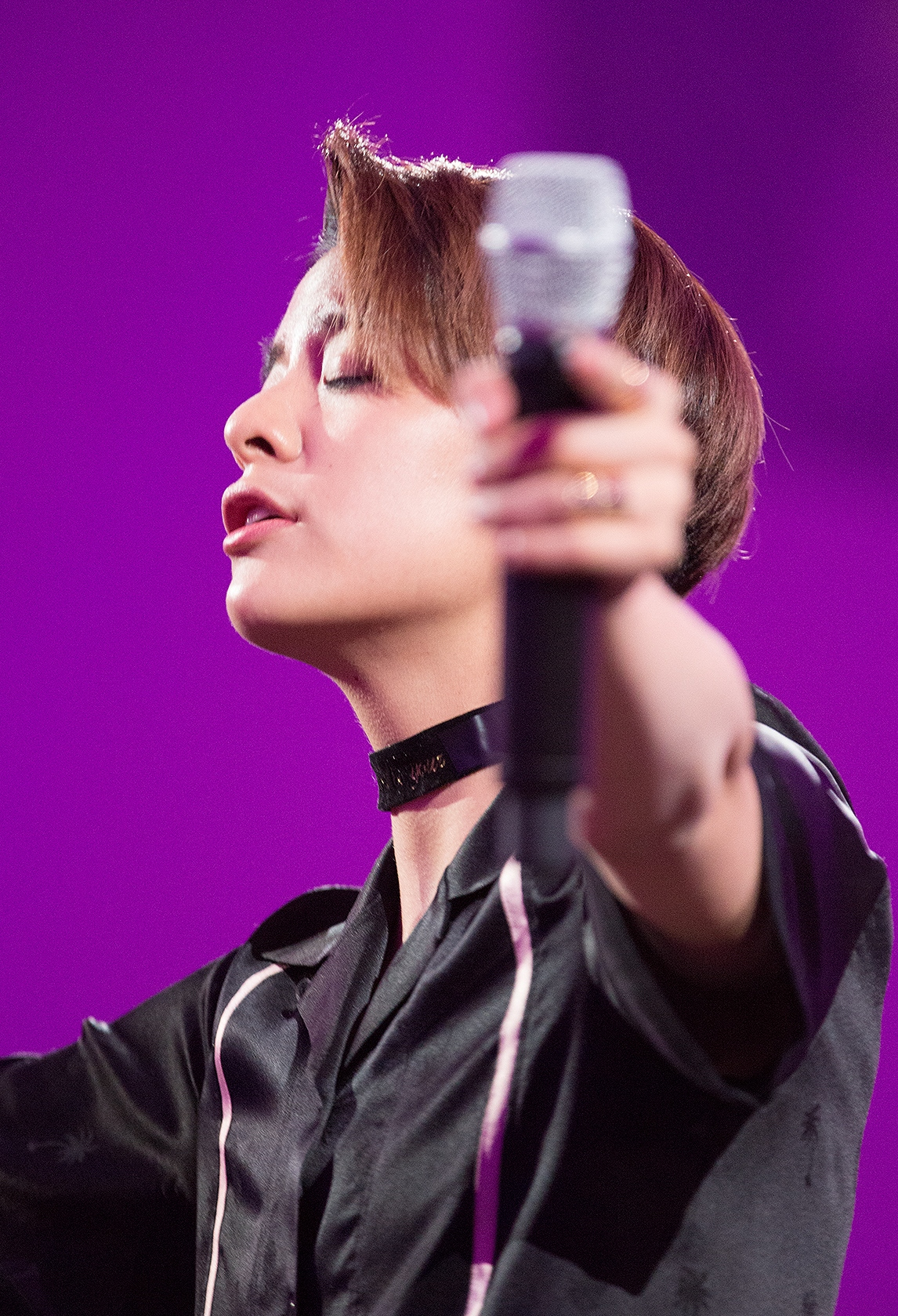
Amber tại lễ trao giải Style Icon Asia 2016

Amber cũng đã tham gia các chương trình truyền hình. Từ tháng 10 năm 2011 đến tháng 4 năm 2012, Amber đã trở thành một thành viên cố định của chương trình Invincible Youth. Amber thông báo rời chương trình vì phải tập trung vào công việc của nhóm trong đợt quảng bá tại Nhật Bản. Ngày 30 tháng 1 năm 2013, Amber cũng là MC chính thức của chương trình âm nhạc Show Champion của đài MBC với Eunjung (T-ara) vài MC khách mời khách cho đến ngày 18 tháng 12 năm 2013. Vào ngày 6 tháng 6 năm 2014, Amber đã trở thành MC của A Song for You với Kangin của Super Junior và Yook Sungjae của BTOB. Amber cũng là MC của chương trình We Got Married phiên bản Toàn cầu mùa thứ 2. Trong năm đó, Amber đã tham gia vào chương trình One Fine Day gồm có 9 tập với Ailee, là một người bạn thân của Amber. Chương trình được phát sóng trên MBC Music, trong chuyến đi được quay ở đảo Jeju. Ngày 31 tháng 12 năm 2014, Amber được xác nhận sẽ tham gia chương trình trải nghiệm Real Men phiên bản nữ quân nhân mùa thứ 2. Chương trình phát sóng từ ngày 18 tháng 1 năm 2015.

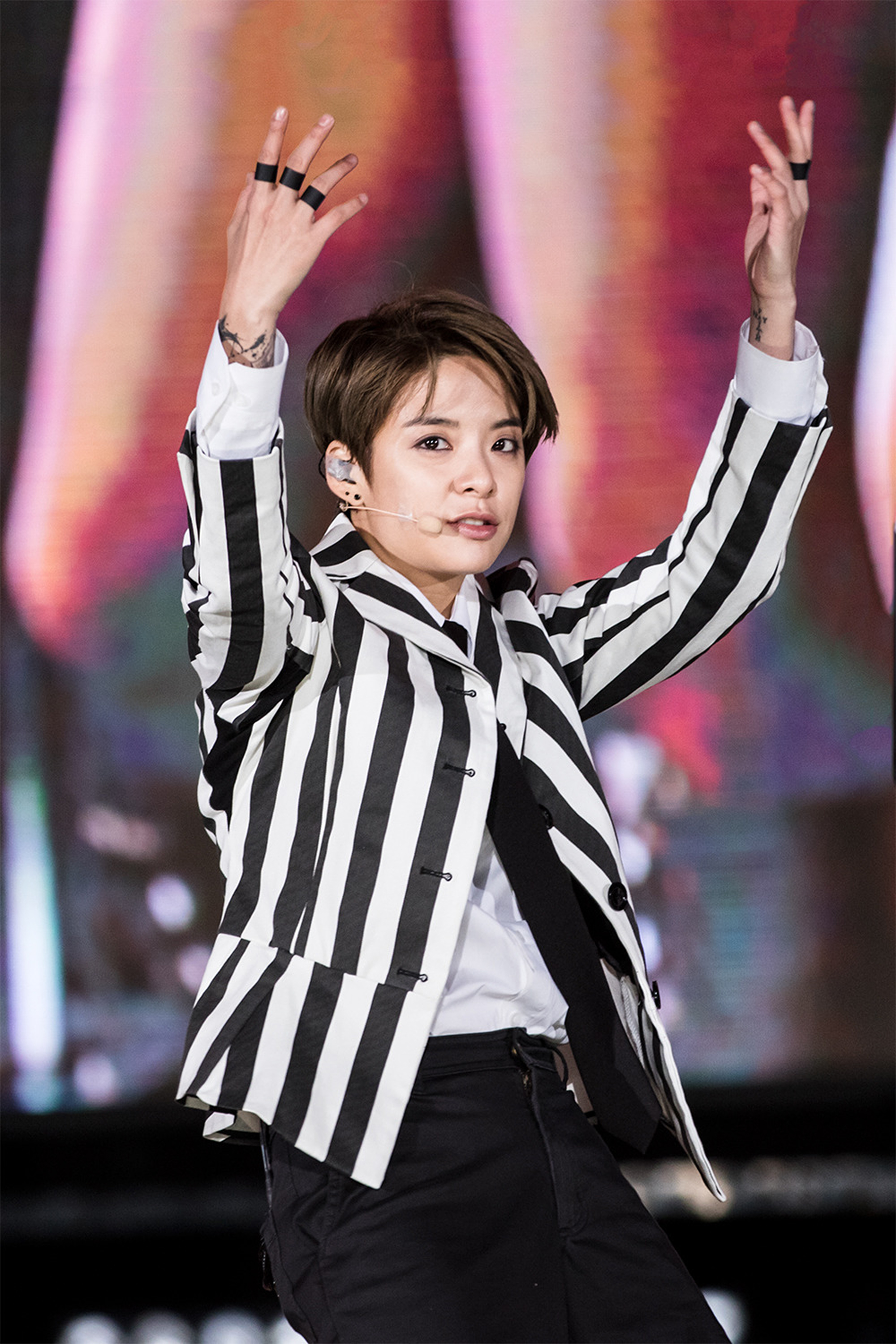
Amber tại Jeju K-Pop Festival, tháng 10 năm 2015.

Amber chính thức debut như một nghệ sĩ solo, phát hành EP Beautiful vào ngày 13 tháng 2 năm 2015. Bài hát chủ đề "Shake That Brass" feat  Taeyeon của Girls' Generation. Một vài ngày trước khi phát hành album, video lyric cho bài hát B-side, "Beautiful", được phát hành. MV này chứa đựng hình ảnh thời thơ ấu của Amber, cũng như hình ảnh kể từ khi debut như một thành viên của f(x). Lời bài hát kể về câu chuyện của những khó khăn mà cô phải đối mặt khi đuổi theo ước mơ của mình và làm thế nào để cô thích nghi với nó. Beautiful ra mắt với vị trí thứ 2 trên bảng xếp hạng Billboard's World Albums và thứ 19 trên Heatseekers Albums. Theo Jeff Benjamin của Billboard K-Town, bảng xếp hạng này cho thấy Amber có một lượng fan quốc tế lớn.
Là một phần của dự án SM Station, solo singer của Amber "Borders" được phát hành vào tháng 3 năm 2016. Amber tham gia vào sáng tác, viết lời và phối nhạc cho bài hát. Bài hát có lời tiếng Anh, bài hát hip hop chia sẻ những điều mà mình đã trải qua và đưa ra một lời nhắn tích cực không từ bỏ bản thân và những khó khăn của cuộc sống.
Vào ngày 15 tháng 5 năm 2016, SM Entertainment đã đăng tải một teaser bí ẩn cho bài hát "Crossing". Vào ngày 16 tháng 5 năm 2016, SM Entertainment thông báo rằng Amber sẽ phát hành một digital single mới vào ngày 18 tháng 5 năm 2016 với tên "On My Own". Vào ngày 22 tháng 5 năm 2016, Amber thông báo sẽ phát hành single thứ 3 trong Crossing series sau "Borders" và "On My Own", vào ngày 25 tháng 5, với tên "Need to Feel Needed".
Vào tháng 9 năm 2016, SM Entertainment phát hành MV chính thức cho "Breathe Again". Đây sẽ là bài hát hoàn toàn bằng tiếng Anh đầu tiên của Amber và hợp tác đầu tiên của cô với DJ Nhật Bản, Ksuke.
Tháng 1 năm 2018, SM Entertainment phát hành MV cho dự án Station cho bài hát Lower, được thực hiện với Amber và thành viên cùng nhóm Luna.
Vào tháng 4 năm 2018, Amber thông báo về việc phát hành mixtape RogueRouge , một mixtape mà chính cô và những người bạn đã hợp tác làm ra. Mixtape bao gồm 6 bài hát: Get Over It, Closed Door, High Hopes, Right Now, Lifeline và Three Million Years. Trong đó Right Now là bài hát song ca với nam ca sĩ Gen Neo, một người bạn thân cũng như đồng sáng tác cho bài hát. Tất cả đều được phát hành trên SoundCloud,, và Youtube  cô đã từng nói đến tình yêu âm nhạc vủa mình và đồng thời đã nói đến mixtape này như đứa con tâm hồn của mình.

## Đời tư
Amber có thể nói lưu loát 3 thứ tiếng là: Anh, Hàn, Quan thoại. Amber đã đến El Camino Real High School tại Woodland Hills, California, nơi mà cô đã từng chơi bóng rổ. Amber phần lớn là chơi bóng rổ suốt thời ấu thơ của mình và khi cô đang ở Hàn Quốc. Cô cũng là một thành viên trong đội bóng khi còn ở trường. Amber có đai đen của Taekwondo.
Amber đã có một thời gian chấn thương trong giai đoạn đầu của sự nghiệp.

## Danh sách đĩa nhạc

### Mini-album
| Album     | Thông tin                                                                                  | Thứ hạng cao nhất | Thứ hạng cao nhất | Thứ hạng cao nhất | Doanh số     |
| Album     | Thông tin                                                                                  | HQ Gaon           | Mỹ Heat           | Mỹ World          | Doanh số     |
| --------- | ------------------------------------------------------------------------------------------ | ----------------- | ----------------- | ----------------- | ------------ |
| Beautiful | - Ngày phát hành: 16 tháng 2 năm 2015 - Hãng đĩa: SM Entertainment - Định dạng: CD, tải về | 2                 | 19                | 3                 | - HQ: 15.620 |

### Đĩa đơn
| Năm  | Bài hát                                                                                     | Thứ hạng cao nhất | Thứ hạng cao nhất | Doanh số      | Album                         |
| Năm  | Bài hát                                                                                     | HQ Gaon           | Mỹ World          | Doanh số      | Album                         |
| ---- | ------------------------------------------------------------------------------------------- | ----------------- | ----------------- | ------------- | ----------------------------- |
| 2015 | "Shake That Brass" (hợp tác với Taeyeon)                                                    | 17                | 4                 | - HQ: 112.504 | Beautiful                     |
| 2016 | "Borders"                                                                                   | 205               | —                 |               | Crossing                      |
| 2016 | "Wave" (với Luna, R3hab và XaviGi)                                                          | —                 | 5                 |               | Đĩa đơn không nằm trong album |
| 2016 | "On My Own" (hợp tác với Gen Neo)                                                           | —                 | —                 |               | Crossing                      |
| 2016 | "Need to Feel Needed"                                                                       | 300               | —                 |               | Crossing                      |
| 2016 | "Breathe Again" (hợp tác với Ksuke)                                                         | —                 | —                 |               |                               |
| 2016 | "Heartbeat" (với Luna, Ferry Corsten và Kago Pengchi)                                       | —                 | —                 |               | Heartbeat                     |
|      | "—" cho biết bài hát không lọt vào bảng xếp hạng hoặc không được phát hành tại khu vực này. |                   |                   |               |                               |

### Hợp tác
| Năm  | Bài hát                                        | Album                                          |
| ---- | ---------------------------------------------- | ---------------------------------------------- |
| 2010 | "Spread Its Wings" (với Luna và Krystal)       | Master of Study OST                            |
| 2010 | "I'm Back" (với Danson Tang)                   | The First Second                               |
| 2010 | "1, 2 Step" (Yuri hợp tác với Amber)           | The 1st Asia Tour Concert - Into the New World |
| 2013 | "1-4-3 (I Love You)" (Henry hợp tác với Amber) | 1-4-3 (I Love You)                             |
| 2015 | "Letting Go" (Ailee hợp tác với Amber)         | VIVID                                          |
| 2015 | "Just a Love" (với Luna)                       | Two Yoo Project - Sugar Man Part.6             |

### Bài hát lọt vào bảng xếp hạng khác
| Năm  | Bài hát                               | Thứ hạng cao nhất | Album     |
| Năm  | Bài hát                               | HQ                | Album     |
| ---- | ------------------------------------- | ----------------- | --------- |
| 2015 | "Beautiful"                           | 87                | Beautiful |
| 2015 | "I Just Wanna" (hợp tác với Eric Nam) | 63                | Beautiful |

### Như nhạc sĩ
| Năm  | Album          | Bài hát               | Nghệ sĩ                                 | Chú thích |
| ---- | -------------- | --------------------- | --------------------------------------- | --- |
| 2012 | Electric Shock | "Beautiful Stranger"  | Amber, Luna & Krystal                   | - Lời bài hát |
| 2013 | Pink Tape      | "Goodbye Summer"      | Amber, Luna, Krystal & D.O. của EXO     | - Gen Neo |
| 2014 | Red Light      | "Summer Lover"        | f(x)                                    | - Âm nhạc với Sean Alexander                                                                                               |
| 2015 | Beautiful      | "Beautiful"           | Amber                                   | - Âm nhạc - Lời bài hát với Jam Factory                                                                                    |
| 2015 | Beautiful      | "Shake That Brass"    | Amber ft. Taeyeon của Girls' Generation | - Âm nhạc với Courtney Woolsey and Nermin Harambasic * Jin Choi - Lời bài hát với Rhymer, V-Hawk, Lee Yoo-jin, Kang Ji-eun |
| 2015 | Beautiful      | "Love Run"            | Amber                                   | - Âm nhạc với Sean Alexander - Lời bài hát với Jakops và Kim Min-ji                                                        |
| 2015 | Beautiful      | "Heights"             | Amber                                   | - Âm nhạc với Command Freaks - Lời bài hát với David Choi                                                                  |
| 2015 | Beautiful      | "I Just Wanna"        | Amber ft. Eric Nam                      | - Âm nhạc với Gen Neo - Lời bài hát                                                                                        |
| 2015 | VIVID          | "Letting go"          | Ailee ft. Amber                         | - Âm nhạc và lời bài hát với Ailee                                                                                         |
| 2016 | (single)       | "Borders"             | Amber                                   | - Âm nhạc và lời |
| 2016 | (single)       | "On My Own"           | Amber                                   | - Âm nhạc và lời |
| 2016 | (single)       | "Need to Feel Needed" | Amber                                   | - Âm nhạc và lời |
| 2016 | (single)       | "Breathe Again"       | Amber                                   | - Âm nhạc và lời với Ksuke                                                                                                 |
| 2018 | Rogue Rouge    | "Get Over It"         | Amber                                   | - Âm nhạc, lời và MV |
| 2018 | Rogue Rouge    | "Closed Door"         | Amber                                   | - Âm nhạc, lời và MV |
| 2018 | Rogue Rouge    | "High Hopes"          | Amber                                   | - Âm nhạc, lời và MV |
| 2018 | Rogue Rouge    | "Right Now"           | Amber                                   | - Nhạc và lời với Gen Neo                                                                                                  |
| 2018 | Rogue Rouge    | "Lifeline"            | Amber                                   | - Âm nhạc, lời và MV |
| 2018 | Rogue Rouge    | "Three Million Years" | Amber                                   | - Âm nhạc, lời và MV |

## MV
| Năm  | MV                               | Ngôn ngữ                                  | Chú thích     |
| ---- | -------------------------------- | ----------------------------------------- | ------------- |
| 2010 | Danson Tang - "I'm Back"         | Tiếng Trung (Rap tiếng Anh & tiếng Hàn)   | Feat          |
| 2013 | Henry Lau - "1-4-3 (I Love You)" | Tiếng Hàn                                 | Feat          |
| 2015 | "Shake That Brass"               | Tiếng Hàn                                 |               |
| 2015 | "Beautiful"                      | Tiếng Hàn                                 |               |
| 2016 | "Borders"                        | Tiếng Anh                                 | Đồng đạo diễn |
| 2016 | Amber & Luna - "Wave"            | Tiếng Hàn                                 |               |
| 2016 | "On My Own"                      | Phiên bản tiếng Anh & phiên bản tiếng Hàn | Đạo diễn      |
| 2016 | "Need To Feel Needed"            | Tiếng Anh                                 | Đạo diễn      |
| 2016 | "Breathe Again"                  | Tiếng Anh                                 |               |
| 2016 | Amber và Luna - "Heartbeat"      | Tiếng Hàn                                 |               |

## Danh sách phim

### Phim truyền hình
| Năm  | Tên       | Vai      | Đài truyền hình | Chú thích                                                                          |
| ---- | --------- | -------- | --------------- | ---------------------------------------------------------------------------------- |
| 2016 | Entourage | Jay Jung | tvN             | Quay phim vào ngày 1 tháng 6 năm 2016. Ngày phát sóng là ngày 4 tháng 11 năm 2016. |

### Chương trình truyền hình
| Năm  | Tên                                                                | Đài truyền hình    | Chú thích                                                                                         |
| ---- | ------------------------------------------------------------------ | ------------------ | ------------------------------------------------------------------------------------------------- |
| 2010 | Star King                                                          | SBS                | Khách mời các tập: 163, 164, 160, 170, 171, 176                                                   |
| 2010 | Radio Star                                                         | MBC                | Khách mời với f(x) (16 tháng 6 năm 2010)                                                          |
| 2011 | Star King                                                          | SBS                | Khách mời các tập: 215, 220, 221, 222, 224, 234                                                   |
| 2011 | Invincible Youth 2                                                 | KBS                | Thành viên cố định từ tập 1-18 (12 tháng 11 năm 2011 - 7 tháng 4 năm 2012)                        |
| 2012 | Beatles Code                                                       | Mnet               | Khách mời với f(x) & Wonder Girls (2 tháng 2 năm 2012)                                            |
| 2012 | Star King                                                          | SBS                | Khách mời các tập: 255, 277, 288                                                                  |
| 2012 | Immortal Songs 2                                                   | KBS                | feat cho màn trình diễn của Taemin (17 tháng 3 năm 2012)                                          |
| 2013 | Show Champion                                                      | MBC Music          | Host                                                                                              |
| 2013 | Star King                                                          | SBS                | Khách mời các tập: 328, 329                                                                       |
| 2013 | Enemy of Broadcasting                                              | Mnet               | Khách mời với John Park, tập 3 (12 tháng 6 năm 2013)                                              |
| 2014 | We Got Married Global Edition                                      | MBC                | Host                                                                                              |
| 2014 | A Song For You 3                                                   | KBS                | Host (19 tháng 7 năm 2014 – 17 tháng 2 năm 2015)                                                  |
| 2014 | After School Club                                                  | Arirang TV         | Khách mời, Tập 65 (13 tháng 5 năm 2014)                                                           |
| 2014 | Ailee & Amber One Fine Day                                         | MBC                | Season Regular                                                                                    |
| 2015 | Real Men                                                           | MBC                | Cast (18 tháng 1 năm 2015 - 8 tháng 3 năm 2015)                                                   |
| 2015 | After School Club                                                  | Arirang TV         | Khách mời, Tập 145 (17 tháng 2 năm 2015)                                                          |
| 2015 | 4 Things Show                                                      | Mnet               | Khách mời (3 tháng 3 năm 2015)                                                                    |
| 2015 | Radio Star                                                         | MBC                | Khách mời, Tập 417 (4 tháng 4 năm 2015)                                                           |
| 2015 | I Live Alone                                                       | MBC                | Khách mời, Tập 95 (6 tháng 3 năm 2015)                                                            |
| 2015 | Game of Thrones: The Return of Superman vs. Two Days and One Night | KBS                | Khách mời (13 tháng 3 năm 2015)                                                                   |
| 2015 | Everybody                                                          | JTBC               | Khách mời, Tập 17 (19 tháng 3 năm 2015)                                                           |
| 2015 | SNL Korea                                                          | tvN                | Host, Tập 113 (28 tháng 3 năm 2015)                                                               |
| 2015 | Roommate                                                           | SBS                | Khách mời với Henry & BamBam, Tập 45 (7 tháng 4 năm 2015)                                         |
| 2015 | Let's Go! Dream Team 2                                             | KBS2               | Khách mời, Tập 273 (9 tháng 4 năm 2015)                                                           |
| 2015 | After School Club                                                  | Arirang TV         | MC với Jimin, Tập 156 (21 tháng 4 năm 2015)                                                       |
| 2015 | We Got Married (phần 4)                                            | MBC                | Khách mời với N của VIXX (16 tháng 5 năm 2015)                                                    |
| 2015 | Safety First                                                       | KBS2               | Khách mời (18 tháng 5 năm 2015)                                                                   |
| 2015 | Happy Together                                                     | KBS2               | Khách mời, Tập 395 (21 tháng 5 năm 2015)                                                          |
| 2015 | Running Man                                                        | SBS                | Khách mời, Tập 248 (24 tháng 5 năm 2015)                                                          |
| 2015 | Top Fly (chương trìnht truyền hình)                                | Jiangsu Television | Cast, Tập 1-5 (8 tháng 7 năm 2015 - 5 tháng 8 năm 2015) Rời cuộc thi do chấn thương vai           |
| 2015 | A Song For You 4                                                   | KBS                | Host (19 tháng 7 năm 2015 – 25 tháng 10 năm 2015)                                                 |
| 2015 | After School Club                                                  | Arirang TV         | Khách mời với Peniel, Tập 171 (4 tháng 8 năm 2015)                                                |
| 2015 | Star King                                                          | SBS                | Khách mời, Tập 404, 405                                                                           |
| 2015 | Two Yoo Project Sugar Man                                          | SBS                | Khách mời với Luna & Mamamoo, Ep 6 (hát bài "Just a Love" của Kim Min-woo) (24 tháng 11 năm 2015) |
| 2016 | We Got Married                                                     | MBC                | Panelist                                                                                          |
| 2016 | Touch Q                                                            | Arirang TV         | Khách mời, Tập 19-20                                                                              |
| 2016 | After School Club                                                  | Arirang TV         | MC với Kevin, Ep 212 (17 tháng 5 năm 2016)                                                        |
| 2017 | Elementary Student Teacher                                         | SBS                | Xuất hiện với The8 (Seventeen), Momo (TWICE), Kangnam, Henry Lau, & Ten (NCT)                     |

## Giải thưởng và đề cử
| Năm  | Giải                     | Hạng mục                   | Nominated work     | Kết quả   |
| ---- | ------------------------ | -------------------------- | ------------------ | --------- |
| 2015 | Mnet Asian Music Awards  | Best Dance Performance     | "Shake That Brass" | Đề cử     |
| 2015 | MBC Entertainment Awards | Best Female Newcomer Award | Real Men           | Đoạt giải |